# Drebsdorf

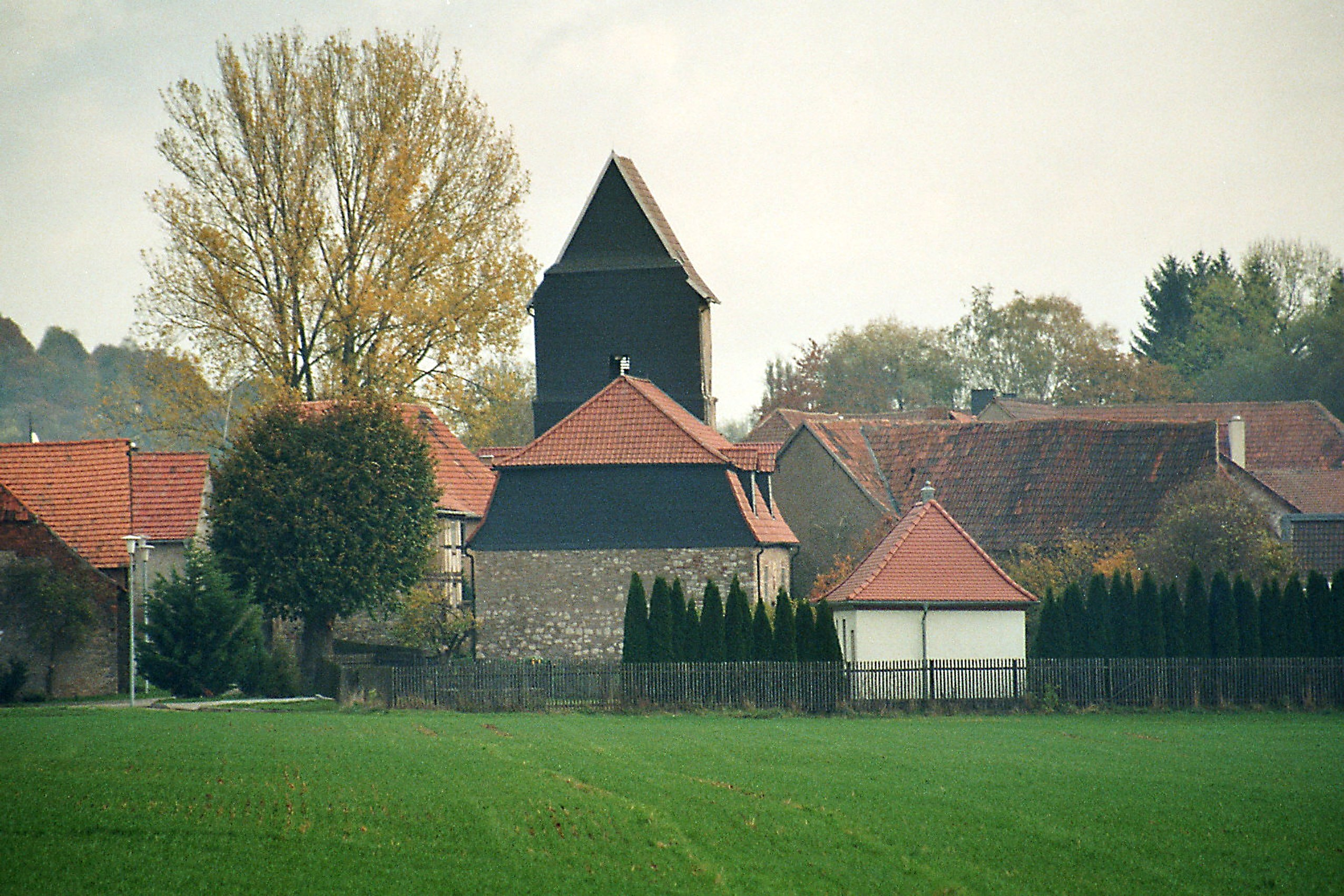
Veduta del paese

Drebsdorf era un comune tedesco di 108 abitanti, situato nel land della Sassonia-Anhalt. Dal 1º gennaio 2010 costituisce una frazione del nuovo comune di Südharz.